# Real Sociedad Española de Química

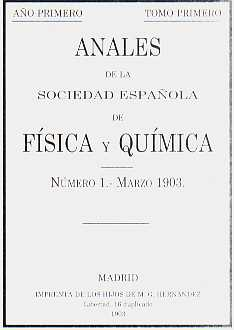
Portada del primer número de los Anales de la Sociedad Española de Física y Química, primera publicación de la sociedad precursora de la RSEQ

La Real Sociedad Española de Química (RSEQ) es una sociedad científica española dedicada al desarrollo de la Químca, tanto en su aspecto de ciencia pura como en el de sus aplicaciones. Tiene su origen en 1980 tras la escisión de la Real Sociedad Española de Física y Química que a su vez fue fundada en 1903.
La finalidad de la RSEQ es «facilitar el avance y la mejora de la actividad científica, docente, investigadora y profesional en el campo de las Ciencias Químicas y la Ingeniería Química».
La RSEQ es miembro de EuCheMS (European Association for Chemical and Molecular Sciences) una organización sin ánimo de lucro, fundada en 1970, que promueve la cooperación entre sociedades científicas y técnicas europeas en el campo de la química.

## Historia
Aunque la Real Sociedad Española de Química (RSEQ) surge en 1980, su historia se remonta hasta 1903, año de la fundación de la Sociedad Española de Física y Química (SEFQ) y muy pronto comienza a publicar la revista Anales de la Sociedad Española de Física y Química. El número de socios fue de 263 durante el primer año, profesionales de las ciencias experimentales, dedicados sobre todo al campo de la química.
En los años 1920, tras un importante desarrollo e internacionalización, se produce la incorporación de la sociedad a la IUPAC.  En 1928, con motivo del 25º aniversario de su fundación, la sociedad fue distinguida por el rey Alfonso XIII con el nombre de Real Sociedad Española de Física y Química. A partir de esta fecha se empiezan a crear las secciones locales (Sevilla, Barcelona, Madrid, Valencia) y se celebrarán las reuniones bienales de la sociedad.
En 1934, la Real Sociedad organizó el IX Congreso Internacional de Química en Madrid, con la asistencia de 1.500 químicos de todos los países. Por esas fechas, ya cuenta con unos 1400 socios. Tras el paréntesis de la guerra civil española y sus nefastas consecuencias, la sociedad comienza un nuevo apogeo, sobre todo a partir de la década de 1960, fruto de la bonanza de la época.
En los años 1970 se consolidan las secciones territoriales y aparecen los grupos especializados, como los de Química orgánica y Bioquímica (creado en 1967), o el de Adsorción (creado en 1978). Al final de la década se decide la escisión de la sociedad en dos ramas independientes, las Reales Sociedades de Química (RSEQ) y de Física (RSEF), continuadoras de la labor de la sociedad matriz que celebró su última reunión bienal en Burgos del 29 de septiembre al 3 de octubre de 1980.
En los años siguientes se generalizan los grupos especializados dentro de la RSEQ, y continúa la celebración de las reuniones bienales. La publicación Anales de Química se dividió en tres series entre 1980 y 1989:
- Anales de Química / serie A: Química Física e Ingeniería Química (ISSN 0211-1330, CODEN AQSTDQ),
- Anales de Química / serie B: Química Inorgánica y Química Analítica (ISSN 0211-1349, CODEN AQSAD3),
- Anales de Química / serie C: Química Orgánica y Bioquímica (ISSN 0211-1357, CODEN AQSBD6).

Desde 1990 hasta 1995, las subseries A, B y C se unieron nuevamente para formar Anales de Química (ISSN 5246-1542ANQUEX CODEN). Entre 1996 y 1998 la revista cambió su nombre a Anales de Química, International Edition (ISSN 1130-2283, CODEN AQIEFZ), publicándose en inglés durante este periodo.
En 1998 se fusionó junto a otras publicaciones europeas, para editar conjuntamente varias revistas en inglés, pero se continúa la tradición de publicar en español con la fundación en 1999 de los Anales de la Real Sociedad Española de Química (Anales RSEQ), ISSN 1575-3417, con periodicidad trimestral.

## Presidentes
Para ver los presidentes de la RSEFQ, durante el período comprendido entre 1903 y 1980, consúltese el artículo Presidentes de la RSEFQ.
- 1980-1984: Joaquín Hernáez Marín
- 1985-1988: Francisco Fariña Pérez
- 1989-9192: Eldiberto Fernández Álvarez
- 1993-1996: Juan Antonio Rodríguez Renuncio
- 1997-2001: Carlos Pico Marín
- 2001-2006: Luis A. Oro Giral
- 2006-2012: Nazario Martín León
- 2012-2018: Jesús Jiménez Barbero
- Desde 2018: Antonio M. Echevarren.

## Subdivisiones
Desde los años 1970 fueron surgiendo diversas secciones o grupos especializados dentro de la Real Sociedad Española de Física y Química, que posteriormente pasaron a la RSEF y/o a la RSEQ.
- Adsorción (ADS)

- Calorimetría (CAL)
- Coloides e interfases (CEI)
- Cristalografía y crecimiento cristalino (E3C)
- Didáctica e historia de la física y la química (DHFQ)
- Electroquímica (ELE)
- Física atómica y molecular (FAM)
- Física del estado sólido (FES)
- Fotoquímica (FOT)
- Hidratos de carbono (HIC)
- Ingeniería química (GIQ)
- Jóvenes investigadores químicos (JIQ)
- Nanociencia y materiales moleculares (MAM)
- Polímeros (POL)
- Química agrícola (QAG)
- Química del estado sólido (QES)
- Química inorgánica (QIN)
- Química orgánica (QOR)
- Química organometálica (GEQO)
- Química de productos naturales (QPN)
- Química y sociedad (QSO)
- Reología (REO)
- Resonancia magnética nuclear (RMN)
- Termodinámica (TER).

La RSEQ también posee diecisiete secciones territoriales: Alicante, La Rioja, Aragón, Madrid, Asturias, Málaga, Castilla-La Mancha, País Vasco, Cataluña, Salamanca, Extremadura, Sevilla, Galicia, Valencia, Granada, Valladolid e islas Canarias.

## Publicaciones
Desde 1999 publica la revista Anales de la Real Sociedad Española de Química (Anales RSEQ), ISSN 1575-3417, con periodicidad trimestral. Esta revista es la continuación de la clásica Anales de Química, que se integró en un consorcio de revistas europeas junto a Acta Chimica Hungarica, Models in Chemistry, Bulletin des Sociétés Chimiques Belges, Bulletin de la Société Chimique de France, Chemische Berichte, Chimika Chronika, Gazzetta Chimica Italiana, Liebigs Annalen, Polish Journal of Chemistry, Recueil des Travaux Chimiques des Pays-Bas y Revista Portuguesa de Química.
Esta Asociación de Revistas Europeas, en colaboración con Wiley-VCH,  publica diferentes  revistas: Chemistry – A European Journal, European Journal of Inorganic Chemistry, European Journal of Organic Chemistry, ChemBioChem, ChemMedChem y  ChemSusChem.
La RSEQ es también coeditora de la revista Analytical and Bioanalytical Chemistry (publicada por Springer) y de Physical Chemistry Chemical Physics (PCCP), publicada por la Royal Society of Chemistry.
También edita periódicamente un boletín informativo y 
otras publicaciones sin periodicidad fija.